# Sân vận động thành phố Port Vila
Sân vận động thành phố Port Vila (tiếng Anh: Port Vila Municipal Stadium) là một sân vận động thể thao nằm ở Port Vila, Vanuatu. Đây là sân vận động chính cho Giải vô địch bóng đá Vanuatu của Hiệp hội bóng đá Port Vila.